# Ioannis Arzumanidis
Ioannis Arzumanidis –en griego, Ιωάννης Αρζουμανίδης– (22 de octubre de 1986) es un deportista griego que compite en lucha libre. Ganó dos medallas de bronce en el Campeonato Mundial de Lucha, en los años 2009 y 2010.

## Palmarés internacional
| Campeonato Mundial | Campeonato Mundial  | Campeonato Mundial | Campeonato Mundial |
| Año                | Lugar               | Medalla            | Categoría          |
| ------------------ | ------------------- | ------------------ | ------------------ |
| 2009               | Herning (Dinamarca) | Medalla de bronce  | 120 kg             |
| 2010               | Moscú (Rusia)       | Medalla de bronce  | 120 kg             |